# Abernethy
Abernethy – miasto w Australii, w stanie Nowa Południowa Walia, w regionie Hunter.